# Minas de Rodalquilar

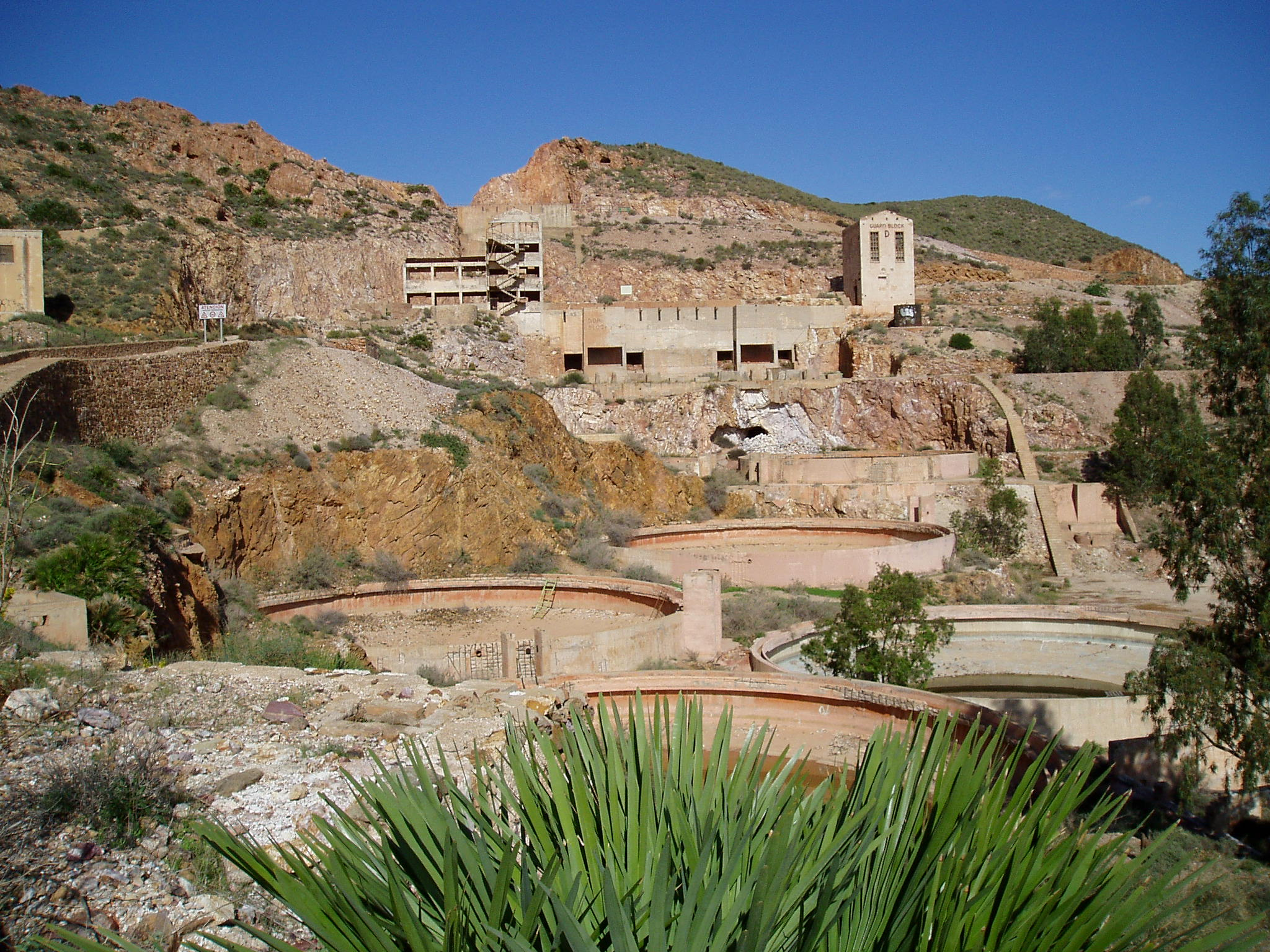
Vista exterior de las minas.

Las minas de Rodalquilar son un complejo minero abandonado y en ruinas localizado en el pueblo de Rodalquilar, perteneciente al municipio de Níjar, en Almería, España. El descubrimiento del oro en Rodalquilar se produjo por casualidad en 1864. La última etapa corresponde a la empresa pública Adaro. A partir de 1956 se procesaban unas 600 toneladas diarias de mineral procedentes de las canteras del Cerro del Cinto. La planta Denver (situada junto al Museo Minero) cerró en 1966 debido al agotamiento de los filones.

## Historia
La minería más conocida de Rodalquilar es la contemporánea, la que se inicia en el siglo XIX relacionada con el beneficio del oro, pero no es la única.
En primer lugar citamos la extracción y tratamiento del alumbre, un fijador de los colores para los tejidos, que tuvo gran importancia durante la Edad Media. Las minas de alumbre se denominaban “tollos”, y no eran otra cosa que trincheras a cielo abierto, muchos de ellos perfectamente identificables hoy en día. La búsqueda de alumbre comenzó hacia el año 1445, cuando las minas bizantinas fueron perdidas a manos de los turcos, para buscar otras fuentes que abastecieran a Europa. Este mineral fue descubierto en Rodalquilar en 1509, y poco después se concedió la explotación a Francisco de Vargas, un Consejero Real; aunque la producción se detuvo en 1520. En el Playazo se instaló una fábrica y un poblado minero a principios del siglo XVI, recién terminada la Reconquista.
Los ataques de los piratas berberiscos eran continuos, y en uno de ellos fue raptado todo el antiguo pueblo de Los Alumbres. Para su protección se construyó el soberbio castillo renacentista de la Torre de los Alumbres, junto al camino de El Playazo, que milagrosamente se mantiene en pie y que, curiosamente, aparece en el spaghetti-western La muerte tenía un precio, de Sergio Leone.
El desconocimiento de las características geológicas del lugar han ido derivando a lo largo de la historia en una serie de fracasos empresariales por la falta de planificación y previsión.
El descubrimiento del oro en Rodalquilar está ligado al agotamiento de los filones de plomo argentífero que se venían explotando en la zona desde principios del siglo XIX, teniendo su auge entre 1870-1875, destacando la mina “Santa Bárbara”.
En Rodalquilar se vivió una fiebre del oro que empezó en la década de 1880, donde participaron diferentes empresas y particulares de diferentes lugares del mundo. El inicio de la actividad minera provocó un aumento de la población, al comienzo de dicha actividad en 1933 Rodalquilar contaba con unos 1000 habitantes y pasó en 1960 a ser el segundo núcleo de la población en el término municipal de Níjar con 1345 habitantes. Sin embargo al cierre de las minas pasó a tener tan solo 79 habitantes en el año 1986. En la zona de Rodalquilar se distinguen principalmente dos fases mineras:
- Primera fase: asociada a la extracción del plomo.
- Segunda fase: asociada al oro a partir de 1931.

En 1883 se descubre oro en la mina “Las Niñas”, situada en el barranco del Lobo, a menos de un kilómetro del pueblo de Rodalquilar. La primera sociedad minera dedicada a la extracción de oro fue inscrita por José Manzano Castro el 2 de diciembre de 1897 con el n.º 1376 y correspondía a la mina Las Niñas (una de las más importantes en el siglo XIX, si no la que más). Se hicieron 100 acciones nominativas perteneciendo el 70 % a la familia Manzano (posteriormente también las minas "Demasía de las Niñas" y "Potosí") propietaria de los terrenos. Más tarde se modificó la sociedad el 14 de junio de 1924 pasando a 500 acciones nominativas y liberadas. De esta explotación se extraía galena argentífera, que era enviada a fundiciones murcianas en barco. Era en estas citadas fundiciones donde se separaba el plomo de la plata, y donde se descubrió la existencia del oro en la mena. El problema para su extracción era que el oro estaba diseminado en la roca y requería de una tecnología para su extracción con la que no se contaba en Rodalquilar. Las mismas fundiciones suscribieron contratos para ser provistos de estas rocas, cuyo oro sería usado como fundente para la extracción del plomo; para posteriormente enviar los lingotes a distintos puntos de Europa, especialmente Amberes, para separar los dos metales.
En 1915 se descubre oro en la mina “María Josefa”. A pesar de todo esto, doctores en geología sostienen a día de hoy que, históricamente, la minería del alumbre ha sido mucho más importante en este lugar que la del oro. Las dos primeras empresas en intentar el beneficio del oro serán dos compañías privadas en manos de mineros locales: en 1925 lo hace “Minas Auríferas de Rodalquilar S.A.”, que construyó una instalación metalúrgica. Entre 1929-1930 la empresa “Minas de Abellán”, de manos del almeriense Antonio Abellán construyó una instalación metalúrgica para beneficio de oro construida por la empresa alemana Krupp Grusonwerk, en la concesión minera “California” que también fracasó.
En 1928 se crea en Madrid la compañía “Minas de Rodalquilar S.A”, presidida por Fernando María de Ybarra, el Marqués de Arriluce de Ybarra, aunque la empresa estaba controlada por capital británico. En 1931 logra la obtención a pie de mina del oro de Rodalquilar mediante cianuración. Para ello construyeron el complejo conocido como Planta Dorr, con sus tanques agitadores y de lavado contracorriente y el edificio P.A.F. Mantuvo la explotación con éxito hasta que en 1936 las minas son incautadas por sindicalistas que intentarán su explotación durante la Guerra Civil.
Después de la Guerra Civil Española, en 1940, todas las minas de la zona fueron nacionalizadas, hasta que en 1966 el INI, por medio de su empresa Adaro, cierra las minas de oro que poseía en el pueblo. Uno de los motivos de su nacionalización fue la inexistencia en la época de reservas de oro en el Banco de España, que fue vendido a la Unión Soviética durante la guerra para comprar apoyo militar. Este oro desaparecido se denomina el Oro de Moscú. El motivo del cierre definitivo de todo el complejo minero se debía a la bajísima rentabilidad de la extracción. A pesar de que todavía quedan cantidades de este metal precioso, su concentración en la roca es tan baja que no hacía rentable el trabajo en este lugar. Se calcula que, para la fecha de su cierre debía haber una concentración de unos 7 gramos de oro por tonelada de roca extraída para que una mina de oro fuera económicamente viable, pero tan sólo se estuvo extrayendo 5 gramos por tonelada.
En 1989, las minas de oro se reabrieron de una manera casi fugaz, gracias a la sociedad St. Joe Transaction Inc. y Cia., Sociedad Regular Colectiva, española con capital británico, para cerrar definitivamente en el año 1990, a pesar de que la concesión era para un total de cuatro años. En la actualidad, debido a la escalada del precio del oro, podría volver a ser rentable la extracción en Rodalquilar. Sin embargo, la declaración de la zona en 1987 como parque natural hace imposible que vuelva la actividad minera a la zona. Se estiman unas reservas de unas tres toneladas de este metal precioso.

## Metales y minerales extraídos
- Aluminio
- Amatista
- Andesita
- Caolín
- Oro
- Plata
- Plomo
- Zinc

## Geología
Toda la cuenca minera de Rodalquilar se asienta sobre una caldera de hundimiento, que fue el resultado del colapso de una cámara magmática y de la consiguiente expulsión de grandes volúmenes de materiales ígneos, del orden de algo más de un km³. Estos datos son el producto de la investigación del tamaño y la extensión del yacimiento.
El oro que se encuentra depositado en Rodalquilar tiene origen volcánico, y fue formado hace alrededor de 11 millones de años.

### Métodos de prospección
A lo largo del siglo XX se utilizaron varias técnicas diferentes para sondear la posible existencia de oro en la roca. De menos a mayor coste económico eran:
- El empleo de la experiencia propia de los mineros. Una mayor presencia de minerales de hierro en la roca llevaba consigo relacionada la presencia de oro. Si bien fue un método que rara vez fallaba, el inconveniente era la imposibilidad de conocer las proporciones exactas de metal que existía, siendo así imposible determinar si sería económicamente viable la explotación en el lugar.
- La toma de muestras para su análisis en laboratorio. No fue muy utilizado, y sólo en lugares que ofrecieran, a priori, ciertas garantías de viabilidad, como en las minas María Josefa, Las Niñas, Consulta y Ronda y el Resto. Mientras que esta forma de prospección daba datos cuantitativos, también se conoce que en ocasiones, los mineros tomaban las muestras que estimaban mejores para su envío, distorsionando al alza las lecturas de los análisis para iniciar los trabajos, que reportarían empleo al gremio.
- Por último, también se realizaron grandes socavones para cortar los filones y trabajar la roca extraída, pudiendo esto tener resultados positivos o negativos.

## Métodos de extracción
Hasta bien entrado el siglo XX, la técnica mayoritaria de extracción de mineral eran los explosivos. Sin embargo, debido a las pocas posibilidades económicas de las explotadoras, la cantidad que se utilizaba no era muy grande. Además, debido a que por entonces los barrenos se colocaban en perforaciones realizadas a mano por mineros, llevó a que la extracción no fuera demasiado importante.
A partir de los años 1930, y tras la llegada del capital extranjero, se empezó a usar maquinaria para facilitar y acelerar los trabajos y cantidades importantes de explosivos. La empresa Minas de Rodalquilar S.A. comenzó a operar casi una decena de martillos neumáticos que aumentaban el ritmo de las perforaciones. Estos martillos funcionaban con sendos compresores de 30 y 70 cv, movidos por energía eléctrica. Además, esta electricidad era provista por la empresa de capital inglés Fuerzas Motrices del Valle de Lecrín, por una línea de 25 kV que posteriormente era transformada a 220 voltios. A su vez, se contaba con una planta generadora de emergencia, movida a gasóleo, y formada por dos motores Deutz de 110 cv.
Más tarde, con la llegada de la planta Denver, se comenzaron a usar martillos neumáticos con agua en las minas interiores. Esta mejora supuso una gran disminución en los casos de silicosis, muy comunes por entonces, ya que se disminuía enormemente la cantidad de polvo que quedaba suspendido en el aire.

### Transporte del material

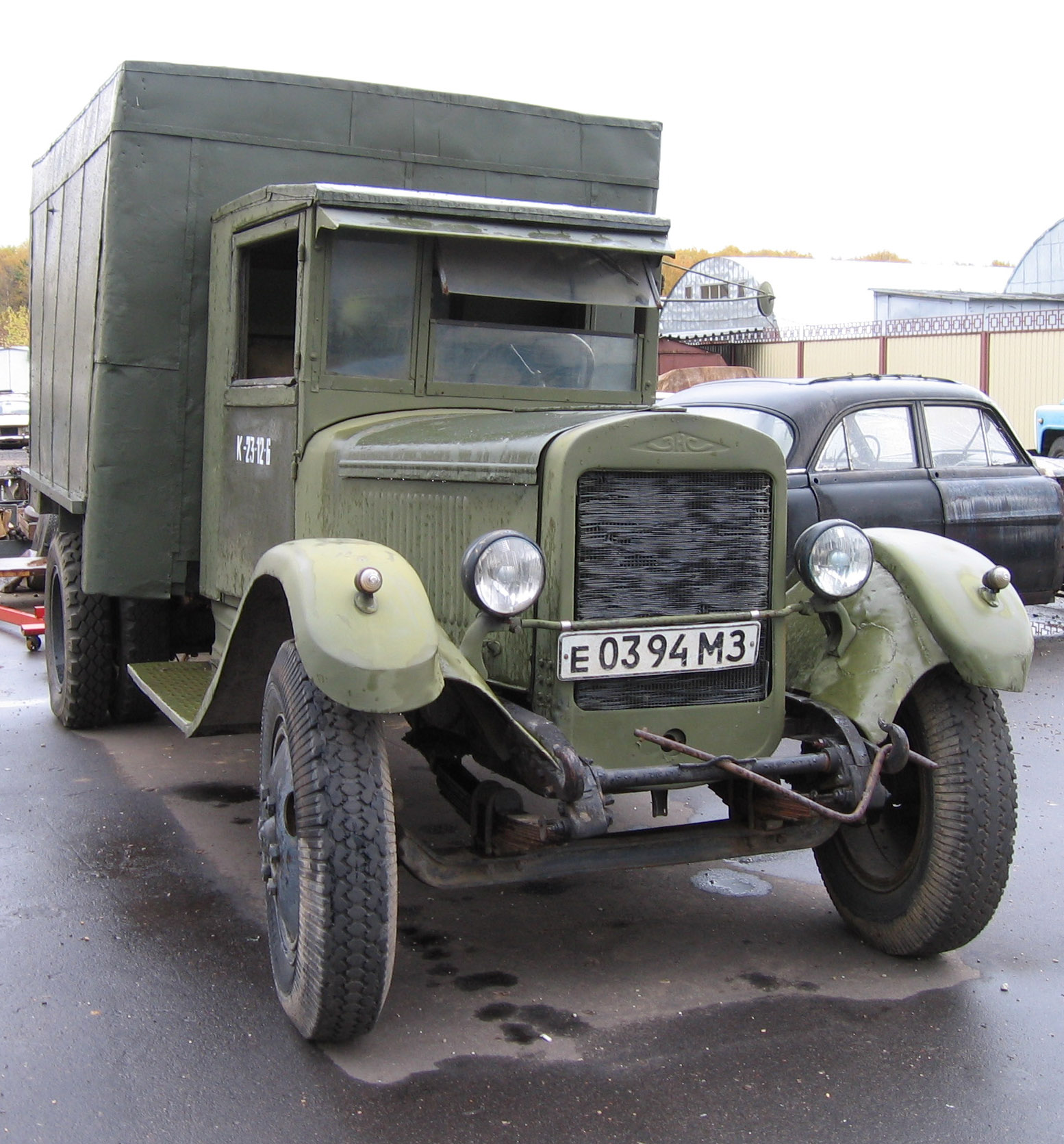
Camión ZIS 5 similar al utilizado en las minas de Rodalquilar.

Originariamente, se confiaba al transporte a lomos de animales el movimiento del material desde la misma mina hasta su siguiente emplazamiento, los barcos con destino a fundiciones en las costas levantinas. Dentro de las mismas minas, eran los mineros los que acarreaban las cargas a sus espaldas, hasta que se empezaron a instalar vagonetas de 1 m³ para aumentar el volumen de carga.
De nuevo, con la llegada de Minas de Rodalquilar S.A. se produce un cambio. Se adquirió un camión francés de marca SOMUA para el transporte del material desde la mina hasta la planta Dorr. Fue con la llegada de Adaro cuando se abandonó por completo el uso de personas y animales para el transporte, en 1943, con la adquisición de un camión Ford A de una tonelada y un ZIS-5 de origen soviético para tres toneladas, que fue apodado como "el ruso".
Se tiene constancia de que, posteriormente, también se utilizaron varias unidades de camiones GMC de 10 toneladas y Pegaso Mofletes de 8 toneladas.

## Mina Las Niñas
Uno de los conjuntos de galerías e instalaciones adjuntas se denomina Las Niñas. Se encuentra aproximadamente a un kilómetro al sur del poblado. Se fundó hacia el año 1883, a pesar de que el plomo aurífero con el que contaba se llevaba extrayendo ya desde años atrás. Una vez agotado este plomo, se descubrió que el cuarzo también presente en la mina contenía cierta cantidad de oro. Dada la falta de tecnología y plantas de procesamiento en el lugar, el material era embarcado en una ensenada en una cercana playa con destino a Mazarrón, donde sería trabajado principalmente en la fundición Santa Elisa, entre otras, para conseguir lingotes de plomo aurífero. Estos lingotes serían posteriormente enviados hacia Amberes para la separación de los dos metales. Hacia el año 1916, se calcula que, fueron extraídas ya más de 15000 toneladas de cuarzo, con una ley de 10 gramos de oro por tonelada.

## Mina Consulta
Otro de los sistemas de galerías se denomina mina Consulta. Sus trabajos empezaron hacia 1910. Con una ley media de 20 gramos de oro por tonelada de roca extraída, en 1916 ya se habían procesado unas 5000 toneladas de mineral.

## Mina Ronda y el Resto
La mina Ronda y el Resto fue comenzada en 1911, y cinco años más tarde se habían procesado ya unas 2000 toneladas de mineral de oro sacadas de galerías que alcanzaban los 45 metros de profundidad. Se calcula que el coste de su explotación era de unas 15 pesetas por tonelada en la época.

## Filón 340
El filón 340 es una de las minas excavadas en la roca. Fue por primera vez investigado hacia 1919, cuando se hicieron perforaciones a 179 y 203 m s. n. m., que resultaron ser estériles. Sin embargo, en 1963 se volvió a investigar, esta vez a una cota de 165 m s. n. m., con un resultado muy diferente, y que permitió que se extrajeran unos 1000 kilogramos de oro por 12000 toneladas de roca procesada y hasta 3000 quintales de galena de plata. Cuatro años más tarde, se descubrió en este mismo lugar una nueva especie mineral, la rodalquilarita, un clorotelurito de hierro, formado por alteración de telururos de oro. Este filón se dio por agotado en 1966. Se localiza a unos dos kilómetros al oeste de la Planta Denver.

## Mina María Josefa
Este sería el primer lugar en el que se encontró oro en estado puro y libre, en 1915; es decir, que no necesita de un tratamiento previo para su recolección, sino que para obtenerlo sólo era necesario separarlo de la ganga. Así, el oro de Rodalquilar dejó de ser un subproducto de la minería de otros metales. Juan López Soler, el dueño de la mina, construyó unas instalaciones en la misma entrada a la misma, que fueron inauguradas en 1925 para el tratamiento de la roca extraída por su empresa. Dado que el oro estaba libre, sería sencillo obtenerlo mediante el método de la amalgama, pero un calentamiento previo del material provocaba la generación de otras sustancias que impedían el correcto funcionamiento del sistema, lo cual provocó el fracaso de la operación un año más tarde. Desde el punto de vista científico, esta mina es especialmente interesante, ya que en ella se encuentra una paragénesis de minerales secundarios muy compleja, que incluye la natrofarmacoalumita y la hidroniofarmacoalumita, que fueron descritas como nuevas especies minerales a partir de ejemplares obtenidos en esta mina.

## Minas de Abellán
En el año 1929, Antonio Abellán implicó todo su patrimonio personal para la construcción de una completa planta para el procesamiento del mineral aurífero del lugar, en el cauce de la rambla de las Yeguas. Sin embargo, el proyecto fracasó pocos meses más tarde debido a la baja ley del material tratado y a la inexperiencia de los trabajadores.

## Planta Dorr

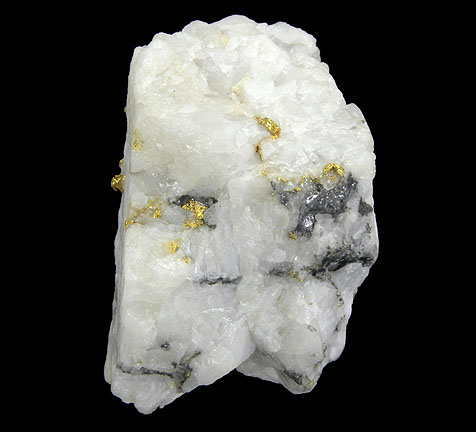
Cuarzo aurífero. Este es el aspecto del material que llegaba a las plantas de procesamiento.

Fue la primera planta de procesamiento por cianuración localizada en la zona. Se empezó a construir en 1930 a expensas de la recién llegada Minas de Rodalquilar S.A., y un año más tarde ya estaba en funcionamiento. Hasta el verano de 1936, la planta había procesado un total de 90.500 toneladas de mineral para obtener mil kilos de oro. Esta planta tenía capacidad para el procesamiento de 80 toneladas de roca al día.
Llegada la Guerra Civil, las instalaciones fueron incautadas por sindicalistas republicanos que, a pesar de haber estado trabajando la mina a lo largo del periodo bélico, no sin dificultades, dejaron las instalaciones paralizadas y en malas condiciones. Durante este periodo se consiguieron unos 80 kilogramos de metal precioso, para lo que se tuvieron que trabajar unas 6200 toneladas de roca.
A día de hoy no quedan apenas rastros de esta planta, ya que fueron eliminados para la creación de un anfiteatro público en la localidad.

### Poblado minero de San Diego
El Poblado minero de San Diego es una de las tres instalaciones con las que contó la empresa Minas de Rodalquilar S.A. para la explotación del oro de Rodalquilar.
Las instalaciones, que se construyeron en 1930, fueron la base de operaciones de la compañía en la zona del Cinto. Entre los edificios había varias viviendas para los directivos británicos, un laboratorio y dependencias para los trabajadores, además de almacenes, garajes y otras instalaciones auxiliares asociadas a la actividad minera de la zona.
Para visitarlo, desde Rodalquilar debemos tomar la pista que nos lleva al Cortijo del Fraile. Se encuentra en las inmediaciones del Cerro del Cinto y cerca del cruce de caminos que existe en el valle del Hornillo. Debido al largo tiempo que lleva abandonado, este poblado se encuentra prácticamente en ruinas.

## Planta Denver
La Planta Denver es el conjunto de instalaciones más conocido a día de hoy y el que es responsable de la mayor cantidad de oro extraído de estas minas a lo largo de la historia (Se calcula un 75% del total). En el momento de su apertura, fue el mayor complejo de cianuración a nivel europeo.
Fue abierta hacia el año 1956, e inaugurada en persona por Francisco Franco. Fue bautizada como Planta Denver debido a la empresa norteamericana que proveyó la maquinaria para su funcionamiento. En el punto álgido de la producción, se extraían un total de 280 kilogramos de oro por año, con una pureza de 998 milésimas.
Las escrituras pintadas en las paredes, visibles desde la distancia, en algunos de los edificios que siguen en pie, no son originales de la época minera, sino un resto de un decorado cinematográfico. Hacia el año 1986 se utilizaron las instalaciones, por entonces en desuso, como un escenario para la película de ciencia ficción Solarbabies.

### El proceso minero y mineralúrgico
Primeramente, el mineral extraído era incorporado a una tolva (1), y para luego ser sometido a una trituración primaria en una machacadora de mandíbulas (2), y a una secundaria en un molino de conos (3). 
Luego era clasificado en cribas vibrantes (4 y 5). Este producto era sometido a una separación electromagnética (6) para eliminar otros metales diferentes al oro. Posteriormente era molido en molinos de bolas (7). 
Los sobrantes eran clasificados en tornillos lavadores (8) para separar los finos, sin oro, y volver a moler los gruesos con oro en los molinos. El mineral así concentrado era mezclado en dos tanques espesadores (9) con una solución cianurada (10) para someterlo a la siguiente reacción química en un medio con pH 9 a 11: 4 Au + 8 CNNa + O2 + 2 H2O ---> 4 Na(CN2 Au) + 4 NaOH. En 4 tanques lavadores (11) la mezcla de cianuro y mineral era removida y aireada para obtener la solución rica en oro, que se recuperaba en un tanque (12). La solución cianurada era aclarada en tanques (13) y posteriormente sometida a un filtrado. A continuación se procedía a la desaireación bajo vacío parcial por medio de bombas en tanques (14) y, seguidamente, en un tanque (15) se agregaba el polvo de cinc (16) para activar la precipitación del oro siguiendo la reacción: 2 NaAu(CN)2 + Zn ---> Na2Zn(CN)4 + 2Au. Este proceso se denomina Merril Crowe. 
El precipitado de los tanques procedente del proceso de recuperación por precipitación mediante polvo de cinc, con un contenido entre un 10 y un 40% de cinc, se llevaba a una estufa eléctrica de secado donde se eliminaban las últimas trazas de humedad. El producto seco se precipitaba por lavado ácido y el precipitado se retiraba por filtración (17). El oro se obtenía por fusión en horno eléctrico.
Una vez obtenidos los lingotes de oro puro, estos eran almacenados en una caja fuerte localizada en el mismo lugar, a la espera de ser transportados por carretera sin escolta alguna, escondidos en automóviles particulares, con destino al Banco de España.

## Efectos sobre la población
Debido a la cantidad de polvo de materiales tóxicos en el aire, las enfermedades pulmonares eran comunes entre la población, especialmente entre los mismos mineros, que en ocasiones carecían del material de protección más básico. Entre estas enfermedades, a veces mortales, se encuentran la neumoconiosis y la silicosis. Estas enfermedades han sido causa de que, trabajadores de estas minas tras varias generaciones, no llegaran a conocer a sus progenitores.

## Turismo
A pesar de que por la naturaleza de las minas, resulte peligroso adentrarse en ellas, hay grupos de personas interesadas en la mineralogía y en la historia de estas minas que se aventuran por los interiores de las galerías. Además, las instalaciones que quedan en pie están en ruinas y no tienen mantenimiento, lo que acarrea un mayor peligro. Existen multitud de señales que prohíben el acceso a perforaciones, avisando de riesgos de derrumbes y persuadiendo de realizar actividades peligrosas. De todas formas, existe alguna empresa que ofrece visitas guiadas por los interiores, que ofrecen sus servicios principalmente a los que se alojan en los cercanos hoteles rurales; además de la musealización oficial por la Junta de Andalucía, localizada en un antiguo edificio de oficinas de la planta Denver.

## Escenario de películas
Este conjunto de minas y su industria asociada ha sido muy utilizado como decorado o parte del escenario de diversas películas, series televisivas y anuncios publicitarios a lo largo de su historia.
- ¡Agáchate, maldito! (1971)
- El exterminador de la carretera (1983)
- Los guerreros del sol (1986)
- Reina de Espadas
- Indiana Jones y la última cruzada (1989)
- El misterio de Wells (2003)
- Zomerhitte (2008)
- Exodus: Gods and Kings (2014)
- La Unidad: Khabul (2023)